# The Iceberg
Albums de Oddisee
The Good Fight
(2015)
The Iceberg est le huitième album studio d'Oddisee, sorti le 24 février 2017.
L'album, très bien accueilli par la critique, s'est classé 29e au Top Independent Albums.

## Liste des titres
Tous les titres sont produits par Oddisee.
| No  | Titre                                         | Durée |
| --- | --------------------------------------------- | ----- |
| 1.  | Digging Deep                                  | 3:24  |
| 2.  | Things                                        | 3:39  |
| 3.  | Built by Pictures                             | 3:56  |
| 4.  | Hold It Back                                  | 4:06  |
| 5.  | You Grew Up                                   | 5:05  |
| 6.  | NNGE (featuring Toine)                        | 3:51  |
| 7.  | Like Really                                   | 3:44  |
| 8.  | Want to Be                                    | 4:50  |
| 9.  | This Girl I Know                              | 3:37  |
| 10. | Waiting Outside                               | 3:33  |
| 11. | Rain Dance                                    | 3:52  |
| 12. | Rights & Wrongs (featuring Olivier St. Louis) | 3:58  |